# Thede Palm

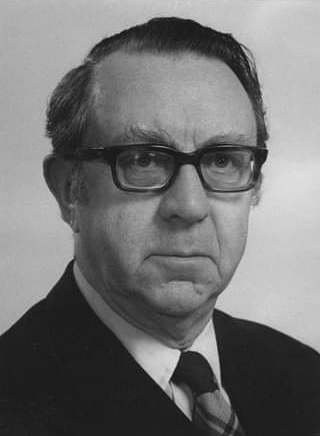
Thede Palm.

Carl Theodor (Thede) Palm, född 27 september 1907 i Sala i Västmanland, död 18 december 1995 i Östra Ryd i Östergötland, var en svensk religionshistoriker, forskningschef och chef för den militära underrättelsetjänsten.

## Biografi
Palm var son till major Axel Palm och Ebba Nordenfelt. Han blev fil. kand. i Lund 1928, fil. lic. 1933 och fil. dr. 1937. Palm doktorerade på fornslaviska kultplatser i Nordtyskland. Palm var anställd vid Svensk uppslagsbok 1928–1936, var amanuens 1933 (extra ordinarie 1932) och bibliotekarie 1938–1956 vid Lunds universitetsbibliotek. Han var avdelningschef vid Statens Informationsstyrelse 1943–1944 och sakkunnig där 1945.
År 1943 begärde Palm tjänstledigt för att arbeta under Carl Petersén vid C-byrån, en hemlig underrättelseorganisation inom det svenska försvaret under andra världskriget. C-kontorets uppgift var att sköta utrikes underrättelseinhämtning. Han blev chef för verksamheten 1946 och avdelningen bytte samtidigt namn till T-kontoret. Av kollegerna på MI6 benämnd ”The Doctor”.   Under det kalla kriget ingick Palm i ledningen för den svenska Stay-behind-organisationen. Palms arkiv från tjänsteåren förvaras på Krigsarkivet och är numera till största delen tillgängligt. År 1965 slogs det utrikesinriktade T-kontoret samman med det inrikesinriktade B-kontoret och blev Försvarsstabens särskilda byrå (mer känt som IB). B-kontorets chef Birger Elmér övertog ledningen för den sammanslagna organisationen. Palm övergick till Militärhögskolan där han var forskningschef 1965–1972.
Palm blev ledamot av Kungliga Vetenskapssamhället i Uppsala 1976 (korresponderande ledamot 1962) och ledamot av Kungliga Krigsvetenskapsakademien 1969. Han skrev artiklar i Svenska Dagbladet från 1965 och var medredaktör i Svensk tidskrift 1967–1979.
Palm gifte sig 1933 med Elisabeth Wrangel (1905–2001), dotter till professor Ewert Wrangel och friherrinnan Ingrid Hermelin. Han var far till Anders (född 1933), Ebba (född 1936), Hedvig (född 1938) och Brita (född 1942). Makarna Palm bosatte sig i Östra Ryd, Söderköpings kommun i samband med Thede Palms pension. Palm avled 1995 och vilar på Östra Ryds kyrkogård.

## Utmärkelser
Palms utmärkelser:
- Riddare av Nordstjärneorden (RNO)
- Riddare av Vasaorden (RVO)
- Kommendör av Norska Sankt Olavsorden (KNS:tOO)
- Officer av Franska Hederslegionen (OffFrHL)
- Norska Haakon VII:s Frihetskors (NFrK)